# دي جاي قولس
دي جي قولس (بالإنجليزية: DJ Qualls)‏ مواليد 10 يونيو 1978 في ناشفيل، تينيسي، الولايات المتحدة، هو ممثل أمريكي بدأ مسيرته الفنية عام 1995. هو أيضا منتج أفلام.

## روابط خارجية
- دي جاي قولس على موقع IMDb (الإنجليزية)
- دي جاي قولس على موقع روتن توميتوز (الإنجليزية)
- دي جاي قولس على موقع ألو سيني (الفرنسية)
- دي جاي قولس على موقع أول موفي (الإنجليزية)
- دي جاي قولس على موقع قاعدة بيانات الأفلام السويدية (السويدية)
- دي جاي قولس على موقع إن إن دي بي (الإنجليزية)
- دي جاي قولس على موقع قاعدة بيانات الفيلم (الإنجليزية)
- دي جاي قولس على موقع كينوبويسك (الروسية)